# Ајача (Фиренца)
Ајача (итал. Aiaccia) је насеље у Италији у округу Фиренца, региону Тоскана.
Према процени из 2011. у насељу је живело 79 становника. Насеље се налази на надморској висини од 160 м.